# María Jara
María Esperanza Jara Risco (Lima, 30 de octubre de 1971) es una abogada peruana. Fue ministra de Transportes y Comunicaciones del Perú entre abril y septiembre de 2019, durante el gobierno de Martín Vizcarra. Entre octubre de 2019 y mayo de 2023 ejerció la presidencia del Consejo Directivo de la Autoridad de Transporte Urbano para Lima y Callao.

## Biografía
Estudió derecho en la Pontificia Universidad Católica del Perú, además cuenta con una maestría en Derecho de la Competencia y la Propiedad Intelectual de la misma casa de estudios.
Entre 2011 y 2014 se desempeñó como Gerente de Transporte Urbano de la Municipalidad de Lima durante la gestión de la alcaldesa Susana Villarán.
Entre abril de abril de 2015 y agosto de 2016 trabajó como superintendenta de la SUTRAN, durante el gobierno de Ollanta Humala.
Entre agosto de 2016 y enero de 2017 ha sido directora general de Transporte Terrestre del MTC, durante el gobierno de Pedro Pablo Kuczynski.
Ente marzo y junio de 2017 trabajó como jefe del Área de Servicios Públicos de la Defensoría del Pueblo y como consultora de la Presidencia del Consejo de Ministros.
En abril de 2019 es nombrada como Ministra de Transportes y Comunicaciones del Perú por el presidente Martín Vizcarra.
En octubre de 2019 fue designada como presidenta del Consejo Directivo de la Autoridad de Transporte Urbano para Lima y Callao, en reemplazo de Humberto Valenzuela Gómez. Sin embargo, fue retirada en 2023, en medio de una controversia sobre la modificación de la ley de la ATU. Una de las razones de su retiro fue la negación de empadronar servicios de taxi colectivo en lugar de fomentar nuevas líneas de transporte.